# 2005年ガリシア自治州議会選挙
2005年ガリシア自治州議会選挙は2005年6月19日にスペインのガリシア自治州で実施された第7回ガリシア自治州議会議員を選出、ならびに州首相および州政府を選択する選挙である。この選挙の結果、ガリシア国民党は第一党の座は確保したものの、1989年以来確保してきた過半数の議席を得ることはできなかったため、ガリシア社会主義者党とガリシア民族主義ブロックによる政策合意が成立、エミリオ・ペレス・トウリーニョガリシア社会党代表を首班とする連立政権が誕生した。

## 選挙結果
| ← 2005年ガリシア自治州議会選挙 →                        |                                                         |                                |         |       |      |     |
| 州首相・州政府                                          | 政党名                                                  | 候補者                         | 得票数  | ％    | 議席 | +/- |
| - 首相: エミリオ・ペレス・トウリーニョ - 政府: PSdG-BNG | ガリシア国民党（PP）                                    | マヌエル・フラガ               | 756,562 | 45.81 | 37   | -4  |
| - 首相: エミリオ・ペレス・トウリーニョ - 政府: PSdG-BNG | ガリシア社会主義者党（PSdG-PSOE）                       | エミリオ・ペレス・トウリーニョ | 555,603 | 33.64 | 25   | +8  |
| - 首相: エミリオ・ペレス・トウリーニョ - 政府: PSdG-BNG | ガリシア民族主義ブロック（BNG）                         | アンショ・キンターナ           | 311,954 | 18.89 | 13   | -4  |
| - 首相: エミリオ・ペレス・トウリーニョ - 政府: PSdG-BNG | ガリシア統一左翼（EU-IU）                               | ヨランダ・ディアス             | 12,419  | 0.75  | 0    |     |
| - 首相: エミリオ・ペレス・トウリーニョ - 政府: PSdG-BNG | ガリサ人民戦線（FPG）                                   |                                | 2,982   | 0.18  | 0    |     |
| - 首相: エミリオ・ペレス・トウリーニョ - 政府: PSdG-BNG | Partido de los Autónomos y Profesionales（AUTONOMO）    |                                | 2,840   | 0.17  | 0    |     |
| - 首相: エミリオ・ペレス・トウリーニョ - 政府: PSdG-BNG | 民主社会中道党（CDS）（es）                             |                                | 2,412   | 0.15  | 0    |     |
| - 首相: エミリオ・ペレス・トウリーニョ - 政府: PSdG-BNG | 我ら＝統一人民（NÓS-UP）（es）                          |                                | 1,749   | 0.11  | 0    |     |
| - 首相: エミリオ・ペレス・トウリーニョ - 政府: PSdG-BNG | ヒューマニズム党（PH）（es）                            |                                | 1,429   | 0.09  | 0    |     |
| - 首相: エミリオ・ペレス・トウリーニョ - 政府: PSdG-BNG | ファランヘ党（FE JONS）                                 |                                | 1,081   | 0.07  | 0    |     |
| - 首相: エミリオ・ペレス・トウリーニョ - 政府: PSdG-BNG | オウレンセ民主主義（DO）                                |                                | 623     | 0.04  | 0    |     |
| - 首相: エミリオ・ペレス・トウリーニョ - 政府: PSdG-BNG | 国民民主党（DN）（es）                                  |                                | 550     | 0.03  | 0    |     |
| - 首相: エミリオ・ペレス・トウリーニョ - 政府: PSdG-BNG | スペイン人民社会党（SEP）                               |                                | 420     | 0.03  | 0    |     |
| - 首相: エミリオ・ペレス・トウリーニョ - 政府: PSdG-BNG | 共和主義左翼（es）-ガリシア共和主義左翼（es）（IR-ERG） |                                | 405     | 0.02  | 0    |     |
| - 首相: エミリオ・ペレス・トウリーニョ - 政府: PSdG-BNG | ガリシア・アイデンティティ（IDEGA）（es）               |                                | 376     | 0.02  | 0    |     |
| - 首相: エミリオ・ペレス・トウリーニョ - 政府: PSdG-BNG | Partido Social y Democrático de Derecho（SDD）          |                                | 239     | 0.01  | 0    |     |
| - 首相: エミリオ・ペレス・トウリーニョ - 政府: PSdG-BNG | 白票                                                    |                                | 20,912  | 1,3   | N/A  | N/A |
| - 首相: エミリオ・ペレス・トウリーニョ - 政府: PSdG-BNG | 無効票                                                  |                                |         |       | N/A  | N/A |

出典：Argos（Subdirección de Análisis y Políticas Públicas de la Presidencia de la Generalitat）、El Mundo（2012年6月7日閲覧）。